# Duben
Duben (niedersorbisch Dubin) ist ein Ortsteil der Stadt Luckau im Landkreis Dahme-Spreewald in Brandenburg. Bis zur Eingemeindung am 26. Oktober 2003 war Duben eine eigenständige Gemeinde, die zuletzt dem Amt Luckau angehörte. Bekanntheit erlangte der Ort aufgrund seiner Anschlussstelle an der Bundesautobahn 13, seiner Autobahnkirche sowie als Standort der Justizvollzugsanstalt Luckau-Duben.

## Lage
Duben liegt in der Niederlausitz und westlich des Spreewalds, rund acht Kilometer nordöstlich von Luckau, acht Kilometer südwestlich von Lübben und elf Kilometer westlich von Lübbenau. Der Ortsteil grenzt im Norden an Niewitz, im Nordosten an Treppendorf, im Osten an Neuendorf, im Südosten an Terpt und Klein Radden, im Süden an Willmersdorf-Stöbritz, im Südwesten an Cahnsdorf, im Westen an Karche-Zaacko und im Nordwesten an Kreblitz. Zum Ortsteil Duben gehören neben Duben die Gemeindeteile Alteno, Freiimfelde und Kaden.

## Geschichte
Duben wurde am 26. April 1414 erstmals urkundlich erwähnt, als Johann von Bieberstein seine Herrschaft Reichwalde mit ihren zugehörigen Dörfern an die Stadt Luckau verkaufte. Weitere Erwähnungen fanden als Duban am 27. August 1494 und Duben am 2. Dezember 1510 statt. Der Ortsname geht auf das sorbische Wort „dubina“ zurück und beschreibt eine in einem Eichenwald gelegene Ansiedlung.
Im Jahr 1576 lebten 14 Bauern in dem Dorf, das zum Markgraftum Niederlausitz gehörte. Nach dem Prager Frieden von 1635 kam die Niederlausitz zum Kurfürstentum Sachsen. Im Jahr 1718 wohnten in Duben 13 Hufner mit insgesamt 12½ Hufen Land, die Bewohner des Ortes hatten eine Schatzung von 1127 Gulden an die Stadt Luckau zu zahlen hatten. Seit spätestens 1723 gehört die Dubener Kirche als Tochterkirche zu Terpt. Kursachsen wurde im Jahr 1806 zum Königreich Sachsen erhoben, 1810 gab es im Dorf 13 Bauernhöfe sowie acht Häusler oder Büdner. Nach der auf dem Wiener Kongress beschlossenen Teilung Sachsens kam Duben zum Königreich Preußen. Dort wurde der Ort bei der Gebietsreform von 1816 dem Landkreis Luckau in der Provinz Brandenburg zugeordnet. Zwei Jahre später lebten in Duben in Summe 136 Personen, die 26 Feuerstellen (=Wohngebäude) betrieben. Im gleichen Jahr wurde erstmals eine Windmühle erwähnt, die 1840 und 1864 noch bestand.

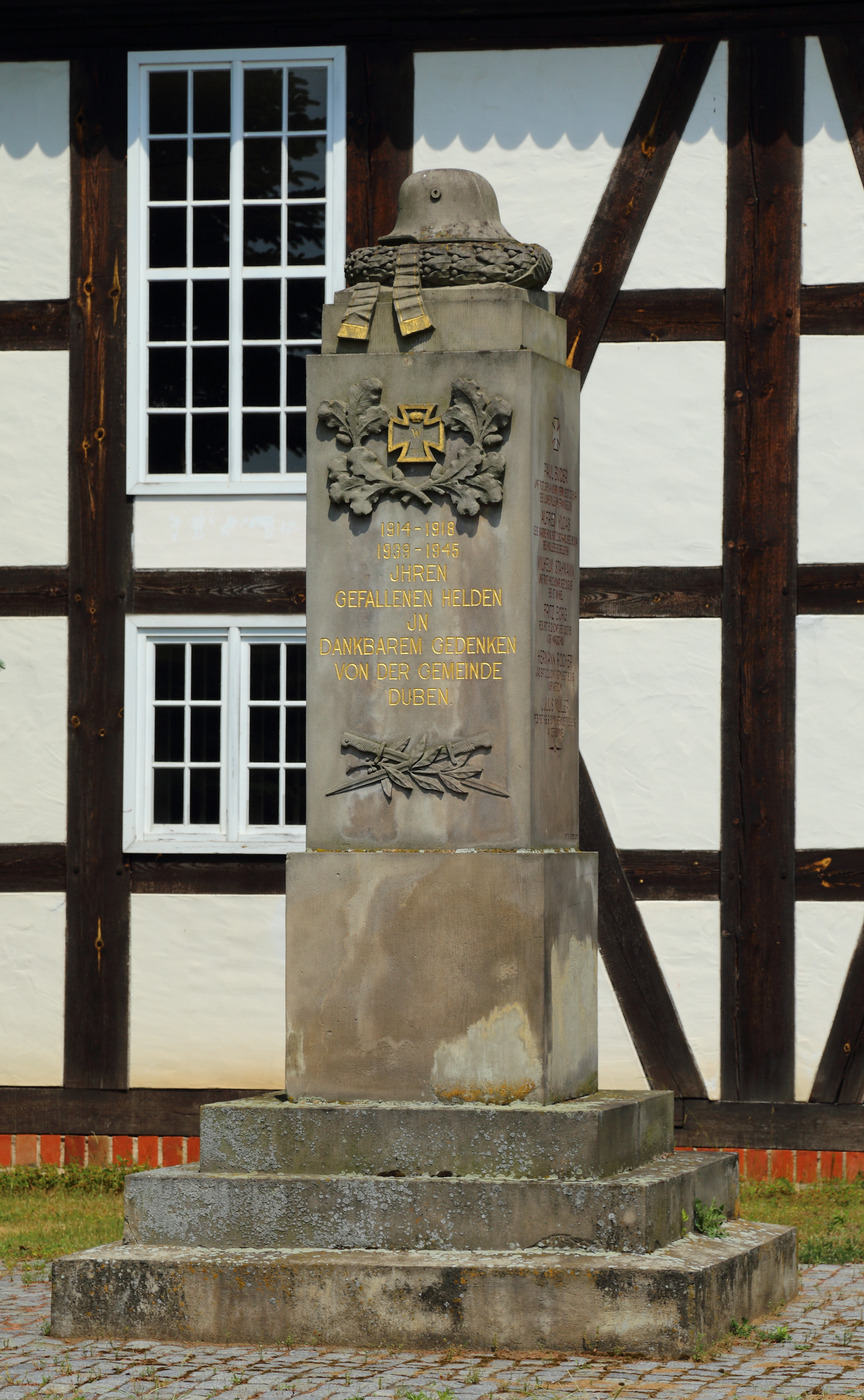
Nach dem Ersten Weltkrieg aufgestelltes Kriegerdenkmal

Bis 1846 stieg die Einwohnerzahl in Duben auf 205. Eine Schäferei wurde erstmals 1840 erwähnt. Bei der Volkszählung am 1. Dezember 1871 ermittelte man in der Landgemeinde Duben 229 Einwohner. Von diesen waren 120 Männer und 109 Frauen; 43 Einwohner waren Kinder unter zehn Jahren und alle Einwohner waren evangelisch-lutherischer Konfession. Am 3. März 1898 eröffnete südlich von Duben der örtliche Bahnhof an der Niederlausitzer Eisenbahn. Bis zur Jahrhundertwende stieg die Einwohnerzahl auf 292 an. Im Jahr 1900 war das Dorf 689 Hektar groß; in Duben lebten 282 Personen. Bis 1925 stieg die Anzahl auf 337 Einwohner, im Jahr 1939 waren es 388 Personen. Um 1940 wurde die heutige Bundesautobahn 13 an Duben vorbei gebaut.
Nach dem Ende des Zweiten Weltkrieges kam Duben zur Sowjetischen Besatzungszone bzw. ab 1949 zur DDR. Bei der ersten Kreisreform am 1. Juli 1950 blieb Duben beim im Landkreis Luckau, bei der Gebietsreform am 25. Juli 1952 wurde die Gemeinde dem neu zugeschnittenen Kreis Luckau im Bezirk Cottbus zugeordnet. Am 15. März 1973 die bis dahin eigenständigen Gemeinden Alteno und Kaden nach Duben eingemeindet.
Nach der Wiedervereinigung lag die Gemeinde Duben zunächst im Landkreis Luckau in Brandenburg und schloss sich dort zur Erledigung ihrer Verwaltungsgeschäfte dem Amt Luckau an. Der Landkreis Luckau ging am 6. Dezember 1993 im neuen Landkreis Dahme-Spreewald auf. Am 1. Juni 1996 wurde der Personenverkehr auf der Bahnstrecke Falkenberg–Beeskow und an dessen Bahnhof in Duben eingestellt. Bei der Gemeindereform in Brandenburg am 26. Oktober 2003 wurde Duben nach Luckau eingemeindet, die Ortsteile Alteno, Freiimfelde und Kaden wurden zu Gemeindeteilen. Das Amt Luckau wurde damit aufgelöst. Die Gemeinde legte Verfassungsbeschwerde gegen die Eingemeindung ein, diese wurde jedoch zurückgewiesen. Seit 2005 ist Duben der Standort der Justizvollzugsanstalt Luckau-Duben.

## Einwohnerentwicklung
| Jahr | Einwohner |
| ---- | --------- |
| 1875 | 307       |
| 1890 | 313       |
| 1910 | 352       |
| 1925 | 337       |
| 1933 | 319       |
| 1939 | 338       |
| 1946 | 464       |
| 1950 | 414       |
| 1964 | 362       |
| 1971 | 397       |
| 1981 | 588       |
| 1985 | 584       |
| 1989 | 571       |
| 1996 | 567       |
| 2002 | 551       |
| 2014 | 723       |
| 2020 | 604       |

Gebietsstand des jeweiligen Jahres, ab 1981 mit Alteno und Kaden

## Sehenswürdigkeiten und Kultur

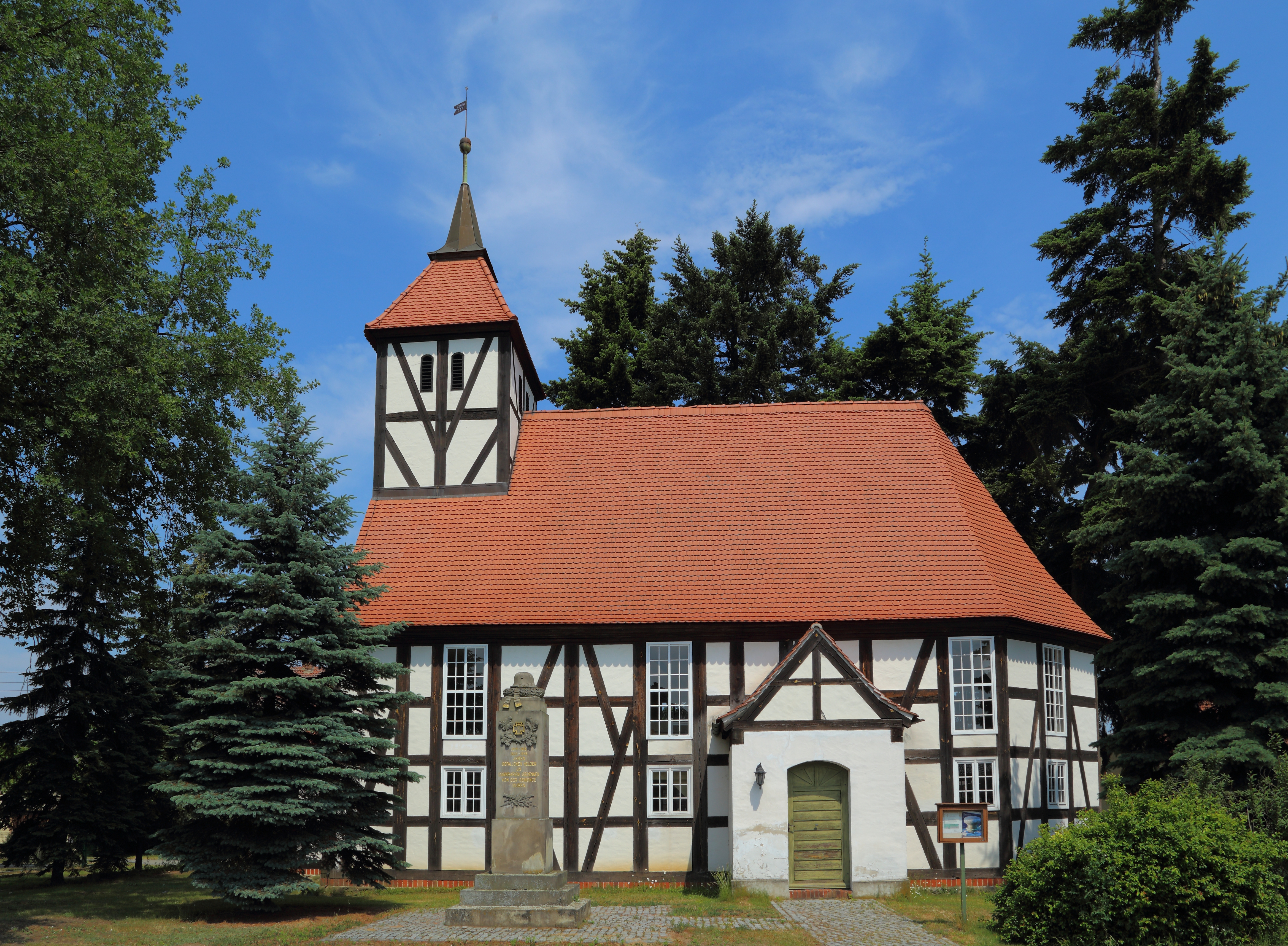
Dorfkirche Duben

Die Dorfkirche Duben wurde 1684 als Fachwerkkirche als Ersatz für einen im Dreißigjährigen Krieg zerstörten Vorgängerbau errichtet. Zwischen 1992 und 1997 wurde der in den Vorjahren stark vernachlässige Sakralbau umfangreich restauriert, seit der Fertigstellung der Arbeiten dient die Dorfkirche aufgrund ihrer Lage an der A 13 auch als Autobahnkirche.

## Wirtschaft und Infrastruktur
Duben liegt an der Bundesstraße 87 (Luckau–Lübben) und der Bundesautobahn 13, deren Anschlussstelle „Duben“ unmittelbar östlich des Ortes liegt. Nördlich des Gemeindeteils Kaden liegt die Raststätte „Bersteland“. In Duben zweigt die Kreisstraße 6625 nach Groß Radden ab. Die im Süden von Duben verlaufende Bahnstrecke Falkenberg–Beeskow wird für Güterverkehr genutzt.

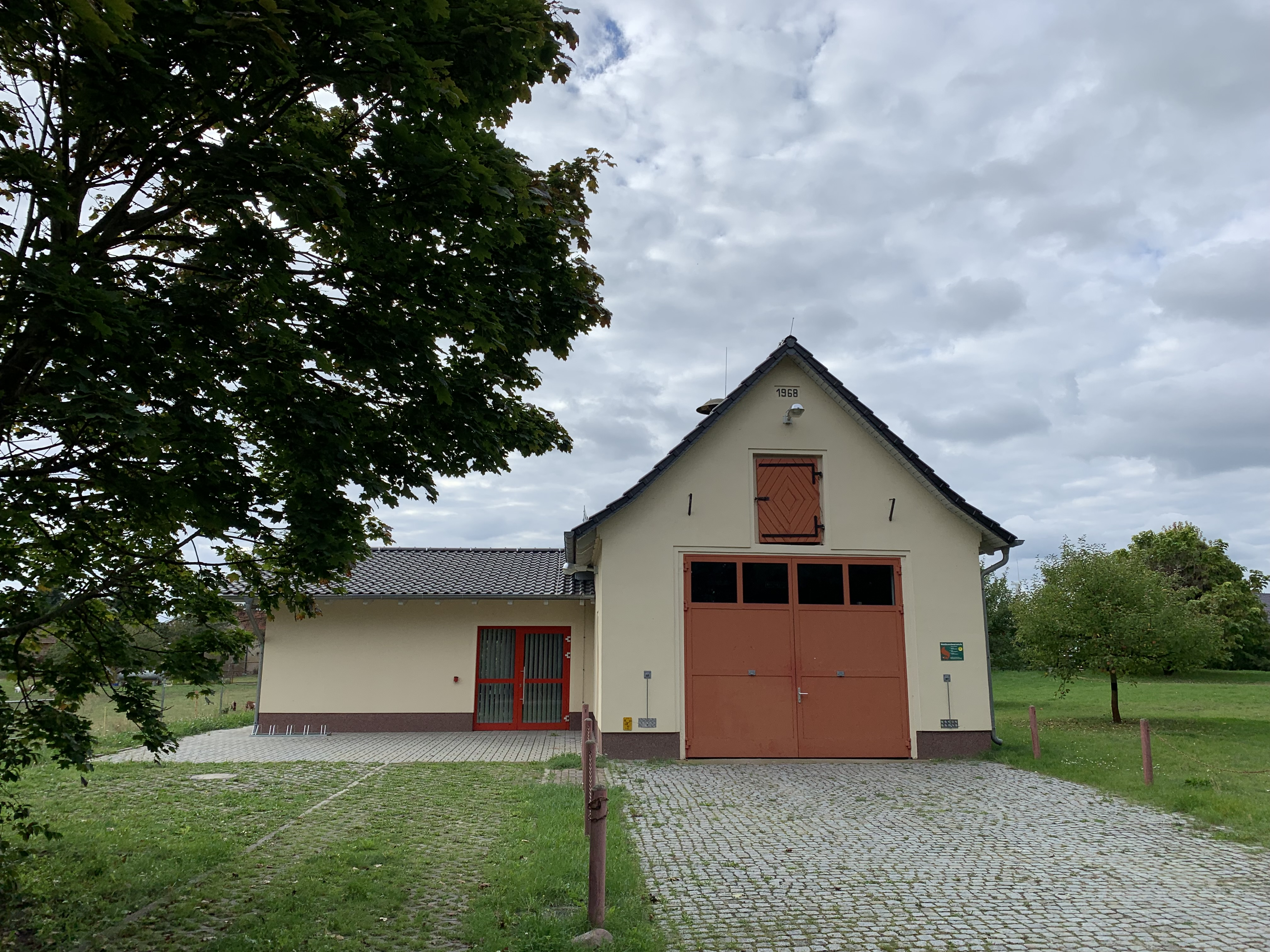
Feuerwehrhaus der Freiwilligen Feuerwehr

Zwischen den Gemeindeteilen Freiimfelde und Alteno liegt das Gewerbegebiet Alteno-Luckau. Ansässig sind dort unter anderem Zweigstellen des Bauunternehmens Matthäi, der Keimfarben AG und der Wolffkran GmbH. In Duben gibt es eine Freiwillige Feuerwehr und eine Kindertagesstätte in Trägerschaft der Stadt Luckau.